# Persone di nome Ferenc
| Questa pagina contiene informazioni ricavate automaticamente dalle voci biografiche con l'ausilio del template Bio e di un bot. L'aggiornamento è periodico e automatico e ricostruisce completamente la pagina. Se manca una persona in questa lista, sei pregato di non aggiungerla, ma accertati piuttosto che la sua voce biografica contenga il template Bio e che i dati anagrafici siano correttamente compilati. Se il template Bio manca, inseriscilo tu stesso o, in alternativa, metti l'avviso {{tmp\|Bio}} che ne segnala la mancanza. Se i dati riportati sono sbagliati, correggi direttamente la voce biografica; le modifiche saranno visibili in questa lista entro pochi giorni. Per chiarimenti vedi il progetto antroponimi. La lista contiene solo le 116 persone che sono citate nell'enciclopedia e per le quali è stato implementato correttamente il template Bio. Pagina aggiornata al 16 ott 2024. |

Questa è una lista di persone presenti nell'enciclopedia che hanno il prenome Ferenc, suddivise per attività principale.

## Allenatori di calcio(6)
- Ferenc Csongrádi, allenatore di calcio e ex calciatore ungherese (Apácatorna, n. 1956)
- Ferenc Ecker, allenatore di calcio e calciatore ungherese (Szombathely, n. 1896)
- Ferenc Horváth, allenatore di calcio e ex calciatore ungherese (Budapest, n. 1973)
- Ferenc Kovács, allenatore di calcio e calciatore ungherese (Budapest, n. 1934 - Székesfehérvár, † 2018)
- Ferenc Kónya, allenatore di calcio e calciatore ungherese (Budapest, n. 1892 - Budapest, † 1977)
- Ferenc Weisz, allenatore di calcio e calciatore ungherese (Solt, n. 1885 - † 1943)

## Arbitri di calcio(1)
- Ferenc Karakó, arbitro di calcio ungherese (Nyíregyháza, n. 1983)

## Arbitri di pallacanestro(1)
- Ferenc Hepp, arbitro di pallacanestro e dirigente sportivo ungherese (Békés, n. 1909 - † 1980)

## Architetti(1)
- Ferenc Storno, architetto e restauratore ungherese (Eisenstadt, n. 1821 - Sopron, † 1907)

## Arcivescovi cattolici(1)
- Ferenc Barkóczy, arcivescovo cattolico ungherese (Podčičva, n. 1710 - Presburgo, † 1765)

## Astisti(1)
- Ferenc Salbert, ex astista francese (Nancy, n. 1963)

## Attori(1)
- Ferenc Kiss, attore ungherese (Székesfehérvár, n. 1892 - Budapest, † 1978)

## Calciatori(32)
- Ferenc Bene, calciatore e allenatore di calcio ungherese (Balatonújlak, n. 1944 - Budapest, † 2006)
- Ferenc Borsányi, calciatore ungherese (Budapest, n. 1902 - Budapest, † 1958)
- Ferenc Deák, calciatore ungherese (Budapest, n. 1922 - Budapest, † 1998)
- Ferenc Fehér, calciatore ungherese (Budapest, n. 1902 - Aosta, † 1963)
- Ferenc Fülöp, ex calciatore ungherese (Budapest, n. 1955)
- Ferenc Hirzer, calciatore e allenatore di calcio ungherese (Budapest, n. 1902 - Trento, † 1957)
- Ferenc Hámori, ex calciatore ungherese (n. 1972)
- Ferenc Kocsis, calciatore ungherese (n. 1904 - † 1962)
- Ferenc Kocsis, calciatore ungherese (n. 1891 - † 1955)
- Ferry Koczur, calciatore francese (Brunssum, n. 1930 - † 1989)
- Ferenc Kropacsek, calciatore ungherese (Budapest, n. 1899 - Budapest, † 1993)
- Ferenc Machos, calciatore ungherese (Tatabánya, n. 1932 - Budapest, † 2006)
- Ferenc Medvigy, calciatore sovietico (Újdávidháza, n. 1943 - Kiev, † 1997)
- Ferenc Mészáros, calciatore e allenatore di calcio ungherese (Budapest, n. 1950 - † 2023)
- Ferenc Molnár, calciatore e allenatore di calcio ungherese (Érd, n. 1891)
- Ferenc Molnár, calciatore e allenatore di calcio ungherese (Budapest, n. 1884 - Budapest, † 1959)
- Ferenc Nyers, calciatore apolide (Freyming-Merlebach, n. 1927 - † 2021)
- Ferenc Nógrádi, calciatore ungherese (Košice, n. 1940 - Budapest, † 2009)
- Ferenc Olvedi, calciatore ungherese
- Ferenc Orosz, ex calciatore ungherese (Budapest, n. 1969)
- Ferenc Ottavi, calciatore ungherese (Budapest, n. 1910)
- Ferenc Plemich, calciatore e allenatore di calcio ungherese (Budapest, n. 1899 - Trieste, † 1989)
- Ferenc Puskás, calciatore e allenatore di calcio ungherese (Budapest, n. 1927 - Budapest, † 2006)
- Ferenc Pusztai, calciatore ungherese (Budapest, n. 1910 - † 1973)
- Ferenc Róth, calciatore ungherese (Székesfehérvár, n. 1978)
- Ferenc Rudas, calciatore ungherese (Budapest, n. 1921 - † 2016)
- Ferenc Rákosi, calciatore ungherese (n. 1920 - † 2010)
- Ferenc Sas, calciatore ungherese (Budapest, n. 1915 - Buenos Aires, † 1988)
- Ferenc Sipos, calciatore ungherese (Budapest, n. 1932 - Budapest, † 1997)
- Ferenc Szojka, calciatore ungherese (Salgótarján, n. 1931 - Salgótarján, † 2011)
- Ferenc Szusza, calciatore e allenatore di calcio ungherese (Budapest, n. 1923 - Budapest, † 2006)
- Ferenc Weinhardt, calciatore ungherese (n. 1903 - † 1980)

## Canoisti(4)
- Ferenc Csipes, ex canoista ungherese (Budapest, n. 1965)
- Ferenc Hatlaczky, canoista ungherese (n. 1934 - † 1986)
- Ferenc Mohácsi, ex canoista ungherese (Budapest, n. 1929)
- Ferenc Novak, canoista ungherese (Budapest, n. 1969)

## Cardinali(1)
- Ferenc Forgách, cardinale e arcivescovo cattolico ungherese (Esztergom, n. 1566 - Szentkereszt, † 1615)

## Cestisti(3)
- Ferenc Bánki, cestista e allenatore di pallacanestro ungherese (Budapest, n. 1926 - Budapest, † 2007)
- Ferenc Németh, cestista ungherese (Vecsés, n. 1920 - Châtellerault, † 2014)
- Ferenc Velkei, cestista e pallamanista ungherese (Nagykáta, n. 1915 - Budapest, † 2008)

## Chitarristi(1)
- Ferenc Snétberger, chitarrista ungherese (Salgótarján, n. 1957)

## Compositori(3)
- Ferenc Erkel, compositore, pianista e direttore d'orchestra ungherese (Gyula, n. 1810 - Budapest, † 1893)
- Ferenc Farkas, compositore ungherese (Nagykanizsa, n. 1905 - Budapest, † 2000)
- Ferenc Szabó, compositore ungherese (Budapest, n. 1902 - Budapest, † 1969)

## Compositori di scacchi(1)
- Ferenc Fleck, compositore di scacchi ungherese (Budapest, n. 1908 - Budapest, † 1994)

## Direttori d'orchestra(1)
- Ferenc Fricsay, direttore d'orchestra ungherese (Budapest, n. 1914 - Basilea, † 1963)

## Dirigenti sportivi(1)
- Ferenc Kemény, dirigente sportivo e educatore ungherese (Nagybecskerek, n. 1860 - Budapest, † 1944)

## Drammaturghi(1)
- Ferenc Csepreghy, commediografo ungherese (Szálka, n. 1842 - Görbersdorf, † 1880)

## Esperantisti(1)
- Ferenc Szilágyi, esperantista e scrittore ungherese (Budapest, n. 1895 - † 1967)

## Fisici(1)
- Ferenc Krausz, fisico ungherese (Mór, n. 1962)

## Generali(2)
- Ferenc Gyulay, generale austriaco (Tornanádaska, n. 1674 - Mantova, † 1728)
- Ferenc Gyulay, generale e politico ungherese (Budapest, n. 1798 - Vienna, † 1868)

## Ginnasti(2)
- Ferenc Pataki, ginnasta ungherese (n. 1917 - † 1988)
- Ferenc Szűts, ginnasta ungherese (Budapest, n. 1891 - Budapest, † 1966)

## Giocatori di football americano(1)
- Ferenc Baksa, giocatore di football americano ungherese

## Illustratori(1)
- Ferenc Pinter, illustratore e pittore italiano (Alassio, n. 1931 - Milano, † 2008)

## Letterati(1)
- Ferenc Pulszky, letterato e patriota ungherese (Eperjes, n. 1814 - Budapest, † 1897)

## Lottatori(5)
- Ferenc Holubán, lottatore e sollevatore ungherese (Mezőkovácsháza, n. 1887 - Budapest, † 1945)
- Ferenc Kiss, lottatore ungherese (n. 1942 - † 2015)
- Ferenc Kocsis, ex lottatore ungherese (Budapest, n. 1953)
- Ferenc Seres, ex lottatore ungherese (Újkécske, n. 1945)
- Ferenc Tóth, lottatore ungherese (Seghedino, n. 1909 - Budapest, † 1981)

## Maratoneti(1)
- Ferenc Szekeres, ex maratoneta ungherese (n. 1947)

## Militari(4)
- Ferenc Málnássy, militare e aviatore ungherese (Balassagyarmat, n. 1923 - Marcalgergelyi, † 1945)
- Ferenc II Nádasdy, militare ungherese (Csejte, n. 1623 - Vienna, † 1671)
- Ferenc III Nádasdy, militare ungherese (Gornja Radgona, n. 1708 - Karlovac, † 1783)
- Ferenc Wesselényi, militare ungherese (Teplice, n. 1605 - Zvolen, † 1667)

## Nobili(2)
- Ferenc Széchényi, nobile e politico ungherese (Széplak, n. 1754 - Vienna, † 1820)
- Ferenc I Nádasdy, nobile (Sárvár, n. 1555 - Sárvár, † 1604)

## Nuotatori(1)
- Ferenc Csik, nuotatore ungherese (Kaposvár, n. 1913 - Sopron, † 1945)

## Pallanuotisti(3)
- Ferenc Keserű, pallanuotista ungherese (Budapest, n. 1903 - Budapest, † 1968)
- Ferenc Konrád, pallanuotista ungherese (Budapest, n. 1945 - Budapest, † 2015)
- Ferenc Salamon, pallanuotista ungherese (Budapest, n. 1988)

## Piloti automobilistici(1)
- Ferenc Szisz, pilota automobilistico ungherese (Szeghalom, n. 1873 - Auffargis, † 1944)

## Pittori(1)
- Ferenc Doór, pittore ungherese (Petrila, n. 1918 - Szentendre, † 2015)

## Poeti(2)
- Ferenc Juhász, poeta ungherese (Biatorbágy, n. 1928 - Budapest, † 2015)
- Ferenc Mező, poeta ungherese (Pölöskefő, n. 1885 - Budapest, † 1961)

## Politici(8)
- Ferenc József di Koháry, politico e nobile ungherese (Vienna, n. 1767 - Oroszvár, † 1826)
- Ferenc Deák, politico ungherese (Kehida, n. 1803 - Budapest, † 1876)
- Ferenc Gyurcsány, politico ungherese (Pápa, n. 1961)
- Ferenc Juhász, politico ungherese (Nyíregyháza, n. 1960)
- Ferenc Mádl, politico ungherese (Bánd, n. 1931 - Budapest, † 2011)
- Ferenc Münnich, politico ungherese (Seregélyes, n. 1886 - Budapest, † 1967)
- Ferenc Nagy, politico ungherese (Bisse, n. 1903 - Herndon, † 1979)
- Ferenc Szálasi, politico e militare ungherese (Košice, n. 1897 - Budapest, † 1946)

## Registi(5)
- Ferenc András, regista e sceneggiatore ungherese (Budapest, n. 1942 - Budapest, † 2024)
- Frank Darabont, regista, sceneggiatore e produttore cinematografico ungherese (Montbéliard, n. 1959)
- Ferenc Kardos, regista, sceneggiatore e produttore cinematografico ungherese (Galanta, n. 1937 - Budapest, † 1999)
- Ferenc Kósa, regista e sceneggiatore ungherese (Nyíregyháza, n. 1937 - Budapest, † 2018)
- Ferenc Török, regista ungherese (Budapest, n. 1971)

## Scacchisti(1)
- Ferenc Berkes, scacchista ungherese (Baja, n. 1985)

## Schermidori(4)
- Ferenc Czvikovszky, schermidore ungherese (Budapest, n. 1932 - † 2021)
- Ferenc Hammang, ex schermidore ungherese (Budapest, n. 1944)
- Ferenc Hegedűs, ex schermidore ungherese (Tarján, n. 1959)
- Ferenc Idrányi, schermidore ungherese (Hernádszentandrás, n. 1902 - Budapest, † 1958)

## Scrittori(5)
- Ferenc Herczeg, scrittore ungherese (Versec, n. 1863 - Budapest, † 1954)
- Ferenc Karinthy, scrittore, linguista e drammaturgo ungherese (Budapest, n. 1921 - Budapest, † 1992)
- Ferenc Kazinczy, scrittore, poeta e traduttore ungherese (Érsemjén, n. 1759 - Széphalom, † 1831)
- Ferenc Körmendi, scrittore ungherese (Budapest, n. 1900 - Bethesda, † 1972)
- Ferenc Molnár, scrittore, drammaturgo e giornalista ungherese (Budapest, n. 1878 - New York, † 1952)

## Sollevatori(1)
- Ferenc Hornyák, ex sollevatore ungherese (Tiszafüred, n. 1957)

## Senza attività specificata(3)
- Ferenc Dávid,  rumeno (Cluj-Napoca - Deva, † 1579)
- Ferenc Németh, ex pentatleta ungherese (Budapest, n. 1936)
- Ferenc Török, ex pentatleta ungherese (Csillaghegy, n. 1935)